# José María Quijano Mosquera
José María Quijano Mosquera (Popayán, 21 de mayo de 1778-19 de agosto de 1816) fue un capitán, mayor general y mártir de la independencia de Colombia ejecutado por Juan Sámano en la plaza mayor de Popayán. 

## Biografía
Nació en Popayán, Colombia, el 21 de mayo de 1778, del matrimonio de Mariano Ruiz de Quijano hijo del oficial español y Conde Tomás Ruiz de Quijano que trabajó entre Guatemala, Cartagena y Popayán en los 1740s. y de Antonia de Mosquera.
Empezó su carrera como capitán de las milicias de nobles de España. Incursó en su juventud en la causa patriota y luchó en diferentes batallas como en la del Bajo Palacé (1811) y la Cuchilla de Tambo.
Marchó a las campañas del sur con los generales Alejandro Macaulay y José María Cabal con el título de mayor general.
Fue hecho prisionero por el jefe realista de pasto Aymerich junto a otros republicanos y llevado a Quito donde fue indultado por Toribio Montes. Al salir se escondió por mucho tiempo y regresó a Popayán a actuar como Jefe de las milicias del Estado en 1814.
Después de la batalla de la Cuchilla de Tambo fue encarcelado y fusilado en la plaza mayor de Popayán por el último virrey de la Nueva Granada Juan Sámano el 19 de agosto de 1816 en compañía de José Matute y José María Cabal, próceres colombianos, ese día fue llamado por las personas de la época como La Jornada de los tres José María.